# Ядерна інженерія
Я́дерна інженерія або ядерна те́хніка (англ. nuclear engineering) — галузь інженерії (техніки), що охоплює використання атомної енергії на основі досягнень ядерної фізики.
Я́дерна те́хніка у вужчому розумінні — сукупність технічних засобів, пов'язаних з використанням внутрішньої енергії ядра атома, з прискоренням і застосуванням заряджених частинок (елементарних частинок, іонів).

## Проблеми та напрямки галузі
Основними галузями ядерної техніки є: видобування й переробка природної атомної сировини (урану, торію); збагачування ядерного пального; виробництво сповільнювачів та вбирачів нейтронів, теплоносіїв і спеціальних конструкційних матеріалів (води важкої, графіту, бору, цирконію сплавів, жароміцних сплавів тощо) для ядерних реакторів; виробництво вбирних елементів і тепловидільних елементів; створення й експлуатація ядерних реакторів, прискорювачів заряджених частинок і перспективних термоядерних установок, їхнього допоміжного устаткування (систем керування і захисту, теплообмінних апаратів, насосів тощо); ядерна електроніка; переробка і регенерація ядерного пального; хімія і металургія плутонію; одержання й використання радіоактивних ізотопів, іонізуючого випромінювання (наприклад, гамма-випромінювання); захист від іонізуючого випромінювання; нейтронне та іонне легування; використання радіоактиваційного аналізу і ядерних реакцій для контролю вмісту домішок у матеріалах і середовищах, при селекції нових сільськогосподарських культур; виробництво ядерної зброї і створення засобів захисту від неї.
До проблем ядерної техніки належать також розробка теорії і методів розрахунку ядерно-фізичних, електрофізичних, теплових та інших процесів, що відбуваються в ядерних і термоядерних реакторах або в прискорювачах заряджених частинок, підвищення параметрів і поліпшення умов їхньої експлуатації, дослідження і прогнозування поведінки різних матеріалів у полі випромінювання реакторів.
Інші проблеми ядерної техніки — розширене відтворення в реакторах ядерного пального, підвищення радіаційного ресурсу матеріалів реакторобудування, безпосереднє перетворення тепла, що виділяється при ядерних перетвореннях, на електричну енергію тощо.

## Історія

### Відкриття
У 1895 році Вільгельм Рентген відкриває рентгенівське випромінювання, отримане ним на першому прискорювачі електронів - катодній трубці. Радіоактивність була відкрита Анрі Беккерелем в 1896 році при вивченні фосфоресценції солей урану. Дослідження радіоактивності продовжили П'єр Кюрі і Марія Склодовська-Кюрі з сполуками торію і солями урану. Ними були виділені високоактивні елементи полоній і радій. Вони виявили, що радіоактивні елементи випускають 3 види проникаючої радіації, α-, β- і γ-промені.
На початку ХХ століття величезний внесок у вивчення іонізуючих випромінювань і структури атомів вніс Резерфорд. У 1932 Ернест Уолтон і Джон Кокрофт змогли вперше розщепити ядро атома.

### Формування галузі
Ядерна техніка як окремий напрям розвитку техніки виникла на початку XX століття як техніка ядерно фізичних експериментів. В середині XX століття з розвитком ядерної фізики почала впроваджуватись у військовій справі (ядерна зброя), на транспорті (ядерний реактор, ядерна силова установка), в енергетиці (атомна електростанція).